# Sława Śląska (gromada)
Sława Śląska (alt. Sława) – dawna gromada, czyli najmniejsza jednostka podziału terytorialnego Polskiej Rzeczypospolitej Ludowej w latach 1954–1972.
Gromady, z gromadzkimi radami narodowymi (GRN) jako organami władzy najniższego stopnia na wsi, funkcjonowały od reformy reorganizującej administrację wiejską przeprowadzonej jesienią 1954 do momentu ich zniesienia z dniem 1 stycznia 1973, tym samym wypierając organizację gminną w latach 1954–1972.
Gromadę Sława Śląska z siedzibą GRN w mieście Sławie Śląskiej (nie wchodzącym w jej skład, obecnie pod nazwą Sława) utworzono – jako jedną z 8759 gromad na obszarze Polski – w powiecie głogowskim w woj. zielonogórskim na mocy uchwały nr V/14/54 WRN w Zielonej Górze z dnia 5 października 1954. W skład jednostki weszły obszary dotychczasowych gromad Lubogoszcz, Lubiatów, Gola, Wróblów i Przybyszów ze zniesionej gminy Sława Śląska w tymże powiecie.
1 stycznia 1955 gromadę (wraz z miastem Sławą Śląską) włączono do powiatu wschowskiego w tymże województwie, gdzie ustalono dla niej 10 członków gromadzkiej rady narodowej.
1 stycznia 1958 do gromady Sława włączono obszar zniesionej gromady Lipinki oraz wieś Śmieszkow ze zniesionej gromady Łupice w tymże powiecie.
1 stycznia 1972 do gromady Sława włączono tereny o powierzchni 581 ha z miasta Sława w tymże powiecie; z gromady Sława wyłączono natomiast tereny o powierzchni 45 ha, włączając je do Sławy.
Gromada przetrwała do końca 1972 roku, czyli do kolejnej reformy gminnej. 1 stycznia 1973 – tym razem w powiecie wschowskim – reaktywowano gminę Sława (w latach 1999-2001 gmina Sława należała do powiatu nowosolskiego).